# NGC 4844
Désignations
NGC 4844 est une étoile située dans la constellation de la Vierge. L'astronome allemand Wilhelm Tempel a enregistré la position de cette étoile le 19 avril 1882.
Cet objet est une étoile double ou multiple dont la désignation est UCAC3 154-139697. Selon les plus récentes mesures obtenue du satellite Gaia, ce système stellaire est à 68,851 6 ± 0,849 9 pc (∼225 al) de nous et sa vitesse radiale est égale à 2,31 km/s.